# Montaut (Pyrénées-Atlantiques)
Pour les articles homonymes, voir Montaut.
Montaut est une commune française, située dans le département des Pyrénées-Atlantiques en région Nouvelle-Aquitaine.

## Géographie

### Localisation
La commune de Montaut se trouve dans le département des Pyrénées-Atlantiques, en région Nouvelle-Aquitaine.
Elle se situe à 27 km par la route de Pau, préfecture du département, et à 20 km de Pontacq, bureau centralisateur du canton des Vallées de l'Ousse et du Lagoin dont dépend la commune depuis 2015 pour les élections départementales.
La commune fait en outre partie du bassin de vie de Pau.
Les communes les plus proches sont : 
Lestelle-Bétharram (0,7 km), Igon (4,2 km), Saint-Pé-de-Bigorre (4,6 km), Asson (4,6 km), Coarraze (5,1 km), Saint-Vincent (5,5 km), Arthez-d'Asson (6,1 km), Bénéjacq (7,0 km).
Sur le plan historique et culturel, Montaut fait partie de la province du Béarn, qui fut également un État et qui présente une unité historique et culturelle à laquelle s’oppose une diversité frappante de paysages au relief tourmenté.

### Communes limitrophes
Les communes limitrophes sont  Coarraze, Igon, Lestelle-Bétharram, Lourdes, Saint-Pé-de-Bigorre et Saint-Vincent.
| Igon               | Coarraze                              | Saint-Vincent             |
| Lestelle-Bétharram | Montaut                               | Lourdes (Hautes-Pyrénées) |
|                    | Saint-Pé-de-Bigorre (Hautes-Pyrénées) |                           |

### Hydrographie

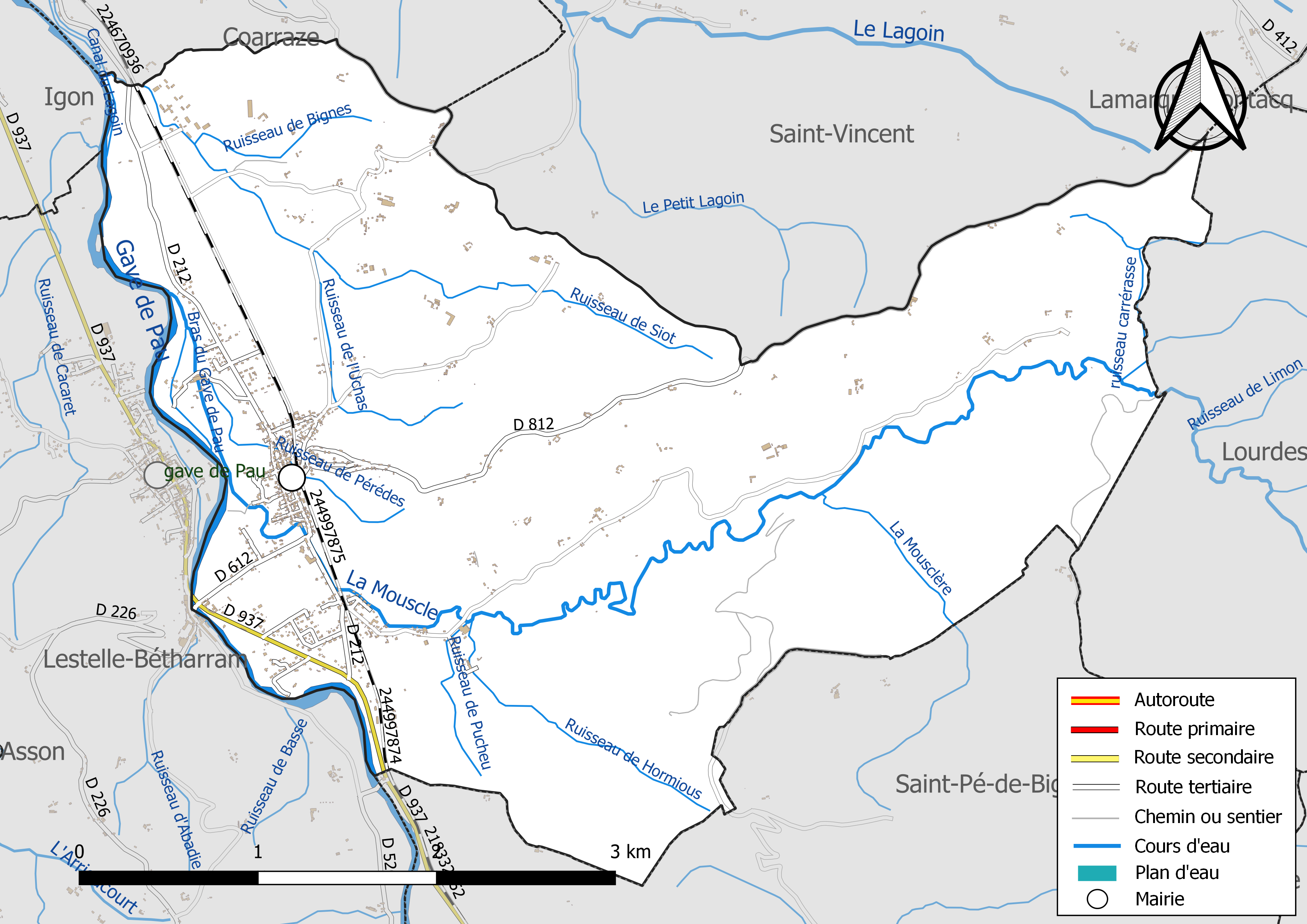
Réseaux hydrographique et routier de Montaut.

La commune est drainée par le gave de Pau, le Mouscle, un bras du gave de Pau, la Mousclère, le ruisseau carrérasse, le ruisseau de Bignes, le ruisseau de Hormious, le ruisseau de la Hourne, le ruisseau de l'Uchas, le ruisseau de Pérédes, le ruisseau de Pucheu, le ruisseau de Siot, et par divers petits cours d'eau, constituant un réseau hydrographique de 27 km de longueur totale,.
Le gave de Pau, d'une longueur totale de 192,8 km, prend sa source dans la commune de Gavarnie-Gèdre et s'écoule du sud-est vers le nord-ouest. Il traverse la commune et se jette dans l'Adour à Saint-Laurent-de-Gosse, après avoir traversé 88 communes.
Le Mouscle, d'une longueur totale de 14,6 km, prend sa source dans la commune de Lourdes et s'écoule d'est en ouest. Il traverse la commune et se jette dans le gave de Pau sur le territoire communal.

### Climat
Pour des articles plus généraux, voir Climat de la Nouvelle-Aquitaine et Climat des Pyrénées-Atlantiques.
Historiquement, la commune est exposée à un climat de montagne.  
En 2020, Météo-France publie une typologie des climats de la France métropolitaine dans laquelle la commune est toujours exposée à un climat de montagne et est dans la région climatique Pyrénées atlantiques, caractérisée par une pluviométrie élevée (>1 200 mm/an) en toutes saisons, des hivers très doux (7,5 °C en plaine) et des vents faibles.
Pour la période 1971-2000, la température annuelle moyenne est de 12,5 °C, avec une amplitude thermique annuelle de 13,9 °C. Le cumul annuel moyen de précipitations est de 1 251 mm, avec 11,3 jours de précipitations en janvier et 9 jours en juillet. Pour la période 1991-2020, la température moyenne annuelle observée sur la station météorologique la plus proche, située sur la commune d'Asson à 5 km à vol d'oiseau, est de 13,2 °C et le cumul annuel moyen de précipitations est de 1 376,5 mm,. Pour l'avenir, les paramètres climatiques de la commune estimés pour 2050 selon différents scénarios d'émission de gaz à effet de serre sont consultables sur un site dédié publié par Météo-France en novembre 2022.

### Milieux naturels et biodiversité

#### Réseau Natura 2000
Le réseau Natura 2000 est un réseau écologique européen de sites naturels d'intérêt écologique élaboré à partir des Directives « Habitats » et « Oiseaux », constitué de zones spéciales de conservation (ZSC) et de zones de protection spéciale (ZPS).
Un site Natura 2000 a été défini sur la commune au titre de la « directive Habitats » : le « gave de Pau », d'une superficie de 8 194 ha, un vaste réseau hydrographique avec un système de saligues encore vivace,.

#### Zones naturelles d'intérêt écologique, faunistique et floristique
L’inventaire des zones naturelles d'intérêt écologique, faunistique et floristique (ZNIEFF) a pour objectif de réaliser une couverture des zones les plus intéressantes sur le plan écologique, essentiellement dans la perspective d’améliorer la connaissance du patrimoine naturel national et de fournir aux différents décideurs un outil d’aide à la prise en compte de l’environnement dans l’aménagement du territoire.
Une ZNIEFF de type 2 est recensée sur la commune, : 
le « réseau hydrographique du gave de Pau et ses annexes hydrauliques » (3 000,84 ha), couvrant 71 communes dont 10 dans les Landes, 59 dans les Pyrénées-Atlantiques et 2 dans les Hautes-Pyrénées.

## Urbanisme

### Typologie
Au 1er janvier 2024, Montaut est catégorisée bourg rural, selon la nouvelle grille communale de densité à sept niveaux définie par l'Insee en 2022.
Elle est située hors unité urbaine. Par ailleurs la commune fait partie de l'aire d'attraction de Pau, dont elle est une commune de la couronne,. Cette aire, qui regroupe 227 communes, est catégorisée dans les aires de 200 000 à moins de 700 000 habitants,.

### Occupation des sols

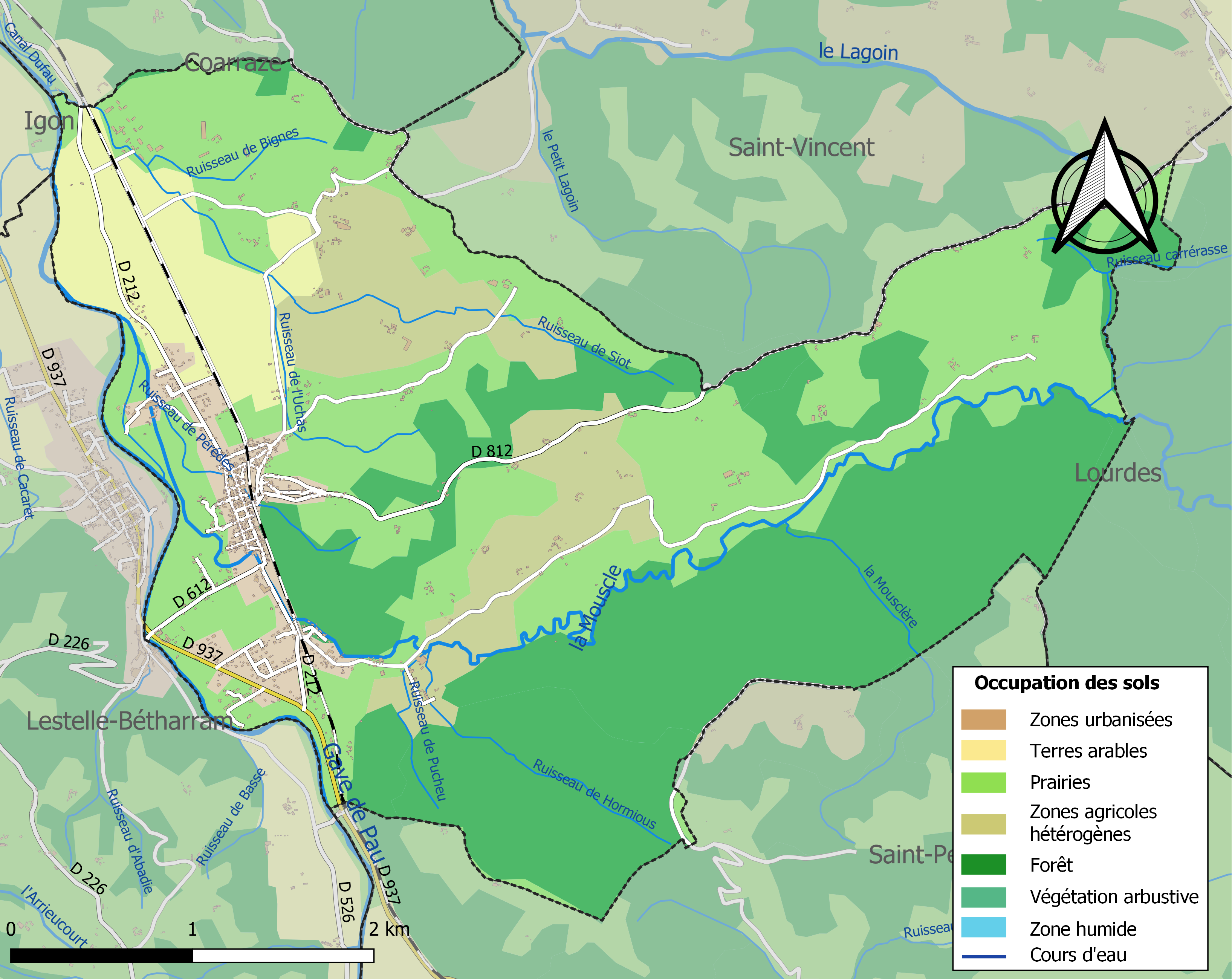
Carte des infrastructures et de l'occupation des sols de la commune en 2018 (CLC).

L'occupation des sols de la commune, telle qu'elle ressort de la base de données européenne d’occupation biophysique des sols Corine Land Cover (CLC), est marquée par l'importance des territoires agricoles (57,1 % en 2018), une proportion sensiblement équivalente à celle de 1990 (57,4 %). La répartition détaillée en 2018 est la suivante : 
forêts (38,5 %), prairies (37,6 %), zones agricoles hétérogènes (11,6 %), terres arables (7,9 %), zones urbanisées (4,3 %). L'évolution de l’occupation des sols de la commune et de ses infrastructures peut être observée sur les différentes représentations cartographiques du territoire : la carte de Cassini (XVIIIe siècle), la carte d'état-major (1820-1866) et les cartes ou photos aériennes de l'IGN pour la période actuelle (1950 à aujourd'hui).

### Lieux-dits et hameaux
- Annette
- Loustau
- Pasquine
- Village
- Hameau d'en Bas
- Hameau d'en Haut
- Content
- Sarusse

### Voies de communication et transports
La commune est desservie par les routes départementales 212, 812 et 937, ainsi que par la ligne SNCF Toulouse - Bayonne et la ligne 805 des autocars départementaux des Pyrénées-Atlantiques.

#### Transport
La commune de Montaut est liée à d'autres communes par la route départementale D937, qui traverse Lestelle-Bétharram.
La ligne d'autocar départemental 535 dessert Montaut. Il circule entre Pau et Lourdes.
Quant à la ligne de la SNCF, un seul aller-retour est assuré en juillet 2023. Il s'agit des trains du TER Nouvelle-Aquitaine, vers Bayonne au matin et de la destination de Tarbes au soir, ceux qui assurent surtout le déplacement vers Pau.

### Risques majeurs
Le territoire de la commune de Montaut est vulnérable à différents aléas naturels : météorologiques (tempête, orage, neige, grand froid, canicule ou sécheresse), inondations, feux de forêts, mouvements de terrains et séisme (sismicité moyenne). Il est également exposé à un risque particulier : le risque de radon. Un site publié par le BRGM permet d'évaluer simplement et rapidement les risques d'un bien localisé soit par son adresse soit par le numéro de sa parcelle.

#### Risques naturels
Certaines parties du territoire communal sont susceptibles d’être affectées par le risque d’inondation par une crue torrentielle ou à montée rapide de cours d'eau, notamment le gave de Pau et la Mouscle. La commune a été reconnue en état de catastrophe naturelle au titre des dommages causés par les inondations et coulées de boue survenues en 1982, 2009 et 2013,.
Montaut est exposée au risque de feu de forêt. En 2020, le premier plan de protection des forêts contre les incendies (PDPFCI) a été adopté pour la période 2020-2030. La réglementation des usages du feu à l’air libre et les obligations légales de débroussaillement dans le département des Pyrénées-Atlantiques font l'objet d'une consultation de public ouverte du 16 septembre au 7 octobre 2022,.
Les mouvements de terrains susceptibles de se produire sur la commune sont des affaissements et effondrements liés aux cavités souterraines (hors mines). Afin de mieux appréhender le risque d’affaissement de terrain, un inventaire national permet de localiser les éventuelles cavités souterraines sur la commune.

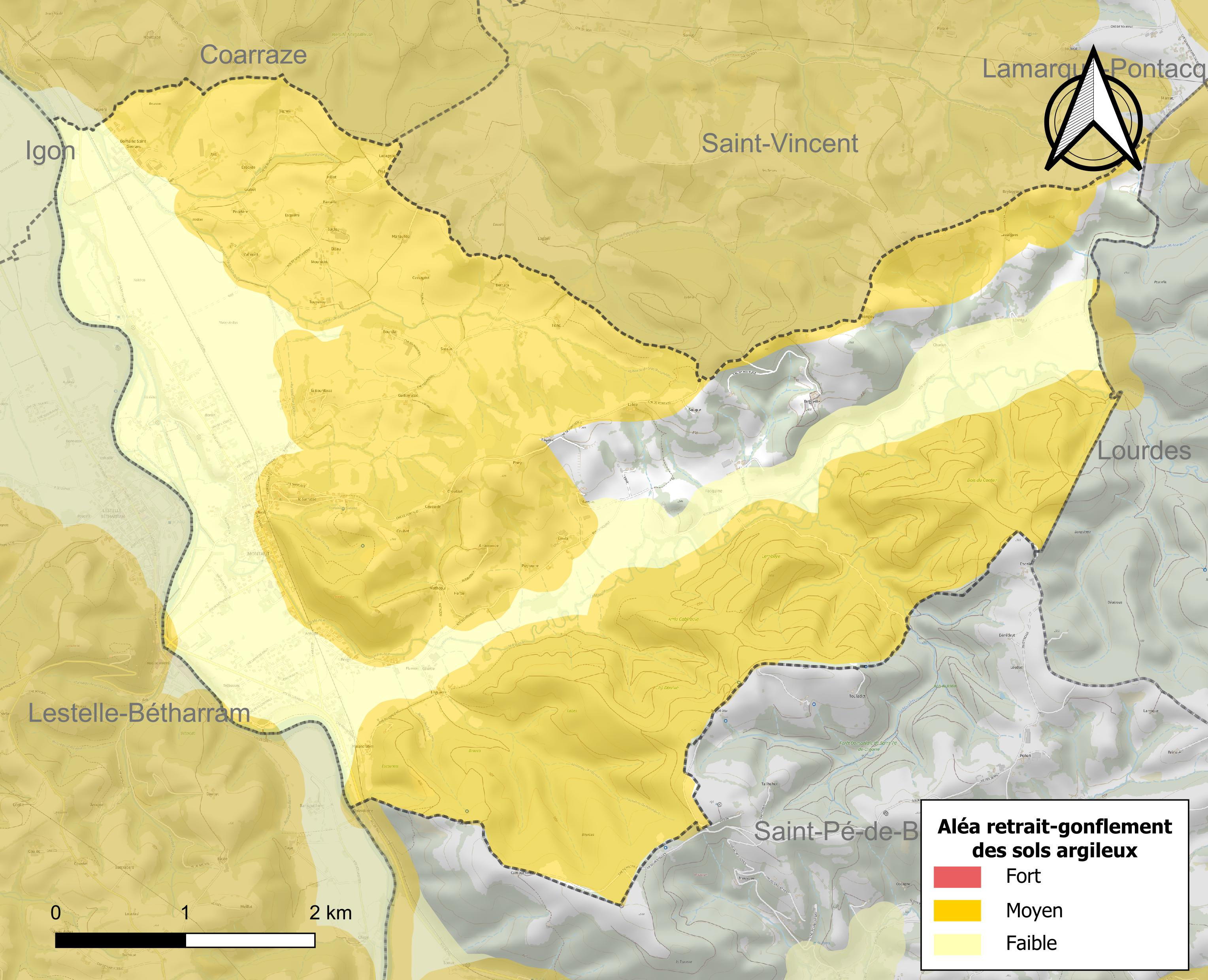
Carte des zones d'aléa retrait-gonflement des sols argileux de Montaut.

Le retrait-gonflement des sols argileux est susceptible d'engendrer des dommages importants aux bâtiments en cas d’alternance de périodes de sécheresse et de pluie. 65,9 % de la superficie communale est en aléa moyen ou fort (59 % au niveau départemental et 48,5 % au niveau national). Depuis le 1er octobre 2020, en application de la loi ELAN, différentes contraintes s'imposent aux vendeurs, maîtres d'ouvrages ou constructeurs de biens situés dans une zone classée en aléa moyen ou fort,.

#### Risque particulier
Dans plusieurs parties du territoire national, le radon, accumulé dans certains logements ou autres locaux, peut constituer une source significative d’exposition de la population aux rayonnements ionisants. Selon la classification de 2018, la commune de Montaut est classée en zone 3, à savoir zone à potentiel radon significatif.

## Toponymie
Le toponyme Montaut apparaît sous les formes Mont-Altus et la bastide de Montaut (respectivement 1283 et XIVe siècle, titres de Béarn) et 
Montaud (1535, réformation de Béarn).
Son nom béarnais est Montaut ou Mountaut.

## Histoire
Montaut est une ancienne bastide fondée en 1327 par Marguerite, grand-mère de Gaston Fébus. Le plan bastidien original comporte encore aujourd'hui des restes de son passé.
La rue Torte et la rue de Lassun étaient les principales artères sur lesquelles débouchaient des « carrérots », délimitant ainsi un certain nombre de quartiers à l'intérieur desquels furent construites les premières maisons.
Paul Raymond note qu'en 1385, Montaut comptait trente-neuf feux et dépendait du bailliage de Nay.

## Politique et administration
| Période                                  | Période  | Identité        | Étiquette | Qualité                    |
| ---------------------------------------- | -------- | --------------- | --------- | -------------------------- |
| 1995                                     | 2008     | François Escalé |           |                            |
| 2008                                     | En cours | Alain Caperet   | DVG       | Retraité Fonction publique |
| Les données manquantes sont à compléter. |          |                 |           |                            |

### Intercommunalité
Montaut appartient à cinq structures intercommunales :
- la communauté de communes du Pays de Nay ;
- le syndicat d'eau potable et d'assainissement du pays de Nay (SEAPAN) ;
- le syndicat d'énergie des Pyrénées-Atlantiques ;
- le syndicat intercommunal de défense contre les inondations du gave de Pau ;
- le syndicat mixte du bassin du gave de Pau.

## Population et société

### Démographie
Le gentilé est Montaltiens.
L'évolution du nombre d'habitants est connue à travers les recensements de la population effectués dans la commune depuis 1793. Pour les communes de moins de 10 000 habitants, une enquête de recensement portant sur toute la population est réalisée tous les cinq ans, les populations de référence des années intermédiaires étant quant à elles estimées par interpolation ou extrapolation. Pour la commune, le premier recensement exhaustif entrant dans le cadre du nouveau dispositif a été réalisé en 2006.

En 2022, la commune comptait 1 121 habitants, en évolution de +0,27 % par rapport à 2016 (Pyrénées-Atlantiques : +3,78 %, France hors Mayotte : +2,11 %).
| 1793  | 1800  | 1806  | 1821  | 1831  | 1836  | 1841  | 1846  | 1851  |
| ----- | ----- | ----- | ----- | ----- | ----- | ----- | ----- | ----- |
| 1 243 | 1 100 | 1 088 | 1 146 | 1 078 | 1 156 | 1 281 | 1 316 | 1 314 |

| 1856  | 1861  | 1866  | 1872  | 1876  | 1881  | 1886  | 1891  | 1896  |
| ----- | ----- | ----- | ----- | ----- | ----- | ----- | ----- | ----- |
| 1 311 | 1 328 | 1 338 | 1 352 | 1 347 | 1 277 | 1 313 | 1 255 | 1 249 |

| 1901  | 1906  | 1911  | 1921 | 1926 | 1931 | 1936 | 1946 | 1954 |
| ----- | ----- | ----- | ---- | ---- | ---- | ---- | ---- | ---- |
| 1 230 | 1 219 | 1 123 | 968  | 985  | 942  | 895  | 898  | 952  |

| 1962 | 1968  | 1975  | 1982  | 1990 | 1999 | 2006  | 2011  | 2016  |
| ---- | ----- | ----- | ----- | ---- | ---- | ----- | ----- | ----- |
| 912  | 1 034 | 1 038 | 1 032 | 986  | 967  | 1 011 | 1 107 | 1 118 |

| 2021  | 2022  | - | - | - | - | - | - | - |
| ----- | ----- | - | - | - | - | - | - | - |
| 1 115 | 1 121 | - | - | - | - | - | - | - |

Montaut fait partie de l'aire d'attraction de Pau.

## Économie
La commune fait partie de la zone d'appellation de l'ossau-iraty.
Autrefois, la richesse du village était tirée de la fabrication de la chaux grâce aux nombreuses carrières et aux nombreuses surfaces boisées que comporte la commune. Chaque ferme possédait un four à chaux, chaux qui était exportée par attelage ou par rail vers Lourdes notamment. L'industrie était présente grâce à l'utilisation de la force motrice de l'eau prélevée du gave de Pau, une des rivières les plus régulières et abondantes de France. On recensait notamment une papeterie, une fabrique de chapelets et boutons, plusieurs moulins à farine. Les vestiges de ces industries demeurent sur les sites des trois centrales hydroélectriques que recense la commune.

## Culture locale et patrimoine
Plusieurs historiens locaux se sont intéressés à l'histoire de cette bastide. Le plus connu d'entre eux est M. Peyrègne, auteur de plusieurs ouvrages dont Les Items d'AZbraham de Camy ou Montaut pendant le Révolution. D'autres ouvrages ont été écrits par Antoine de Froissard, en rapport direct avec l'histoire et la culture du village : Moulins à Montaut, Une histoire de la chaux à Montaut, Une histoire du buis, Trois ponts sur le gave de Pau, Montaut l'église Saint-Hilaire.

### Patrimoine religieux
L'église Saint-Hilaire date partiellement des XVe et XVIe siècles. On y trouve un groupe sculpté, représentant le mariage mystique de sainte Catherine, classé aux monuments historiques depuis 1976.

### Patrimoine environnemental
Montaut possède un patrimoine environnemental important avec de nombreux hectares boisés et le bois du Mourle. Plus d'une centaine de kilomètres de sentiers de randonnées existe avec une possibilité de rejoindre Lourdes par le chemin Henri-IV.
Montaut est également un territoire produisant de l'énergie renouvelable à partir de la force motrice de l'eau : trois centrales hydroélectriques sur la commune et à partir de l'énergie radiative du soleil avec quelques générateurs photovoltaïques intégrés en toiture.

## Équipements

### Éducation
Montaut dispose de deux écoles primaires (école Léonce-Peyregne et ensemble scolaire le Beau Rameau).

## Personnalités liées à la commune

### Nées auXXesiècle
- Jean Julien[55] (1755-?), homme politique, curé d'Arrosès (Basses-Pyrénées), député du clergé aux Etats généraux par la province de Béarn.
- Michel Laguerre-Basse, né en 1948 à Montaut et décédé en 1992, est un joueur de rugby à XV, qui a joué avec le Stade bagnérais ;
- Michel Goya, né en 1962 à Montaut, est un militaire et historien français.